# Nick Walsh
Nicholas „Nick“ Walsh (* 30. November 1990) ist ein schottischer Fußballschiedsrichter.

## Karriere
Walsh leitet seit der Saison 2015/16 Spiele in der Scottish Premiership. Seit 2018 steht er auf der Liste der FIFA-Schiedsrichter und leitet internationale Fußballspiele.
Am 25. März 2017 leitete Walsh das Finale des Scottish League Challenge Cups 2016/17 zwischen Dundee United und dem FC St. Mirren (2:1).
Walsh fungierte zweimal als Schiedsrichter im Finale des Scottish FA Cups: Am 22. Mai 2021 leitete Walsh das Finale des Scottish FA Cups 2020/21 zwischen Hibernian Edinburgh und dem FC St. Johnstone (0:1). Am 25. Mai 2024 pfiff er das Finale des Scottish FA Cups 2023/24 zwischen Celtic Glasgow und den Glasgow Rangers (1:0).
In der Saison 2021/22 leitete Walsh erstmals ein Spiel in der Conference League, in der Saison 2023/24 in der Europa League und in der Saison 2024/25 in der Champions League. Zudem pfiff er unter anderem Länderspiele in der Nations League, in der europäischen WM-Qualifikation für die Weltmeisterschaft 2022 in Katar sowie Freundschaftsspiele.